# Europe Écologie
Europe Écologie was een alliantie van politieke partijen in Frankrijk, die in 2008 werd opgericht en een groene politiek nastreefde. De partij richtte zich in eerste instantie op de Europese verkiezingen van 2009.
Europe Écologie is tijdens een samenkomst van personen uit de ecologische beweging in de zomer van 2008 ontstaan, op initiatief van Cécile Duflot van de politieke partij Les Verts. Er werd door deze partij de beslissing genomen om de verkiezingslijsten open te stellen en personen op te nemen buiten de eigen partij, zoals de politieke partij Régions et peuples solidaires en bekende personen als José Bové en Yannick Jadot. Daniel Cohn-Bendit zette zich actief voor de partij in.
Europe Écologie en Les Verts gingen in 2010 samen als Europe Écologie-Les Verts verder.

## Europese verkiezingen
Europe Écologie deed aan de Europese verkiezingen van 2009 mee.
| jaar | uitgebrachte stemmen | zetels | percentage |
| ---- | -------------------- | ------ | ---------- |
| 2009 | 2.803.759            | 14     | 16,28 %    |

De partij maakt sindsdien in het Europees parlement onderdeel van de fractie De Groenen/Vrije Europese Alliantie  uit. 

## Websites
- (fr)  Europe Écologie.